# Chỉ số hoàn màu

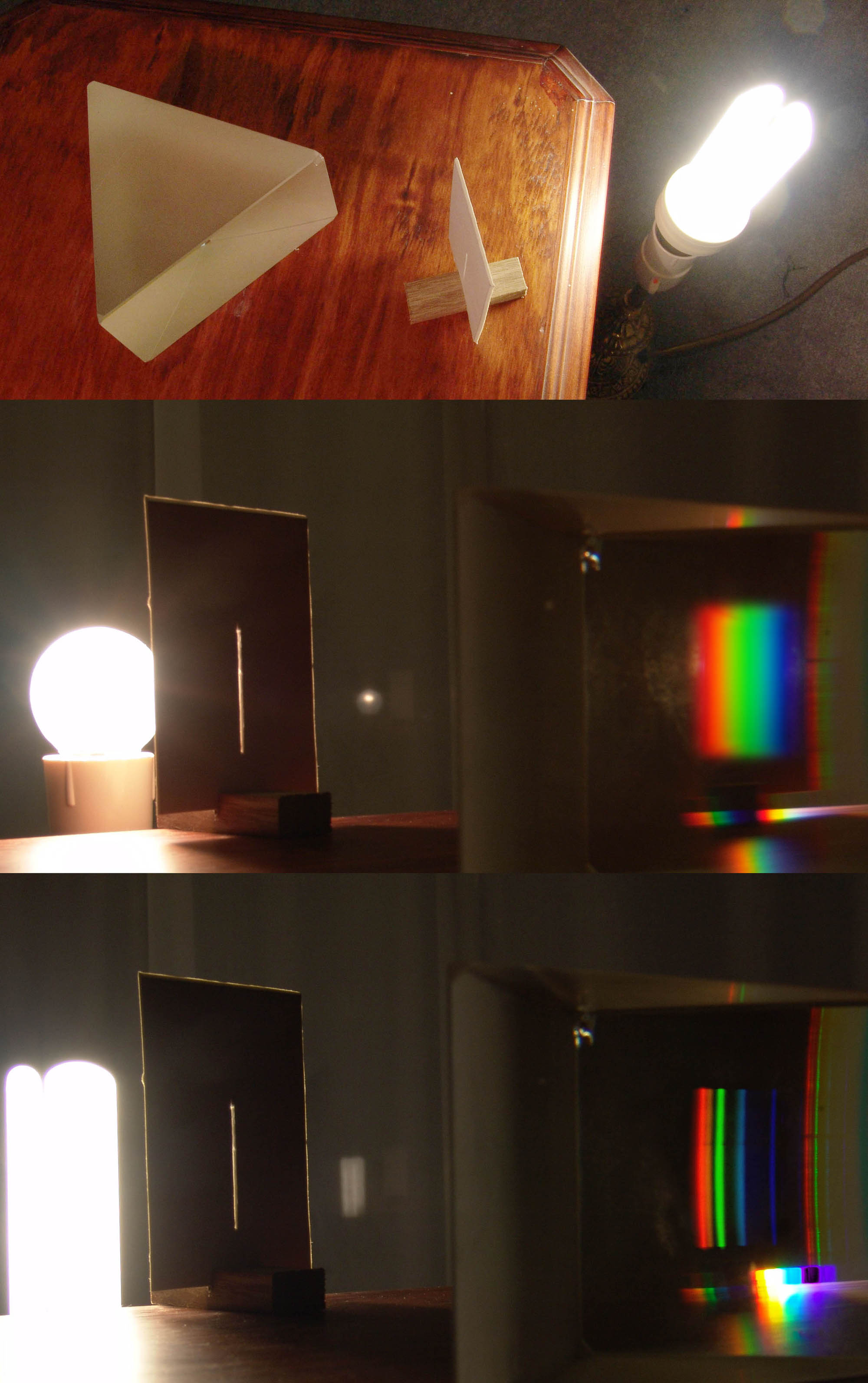
Quang phổ phát ra xác định CRI của đèn. Đèn sợi đốt (ảnh giữa) có quang phổ liên tục và do đó CRI cao hơn đèn huỳnh quang (ảnh dưới). Hình ảnh trên cùng hiển thị sự thiết lập buổi trình diễn nhìn từ trên xuống.

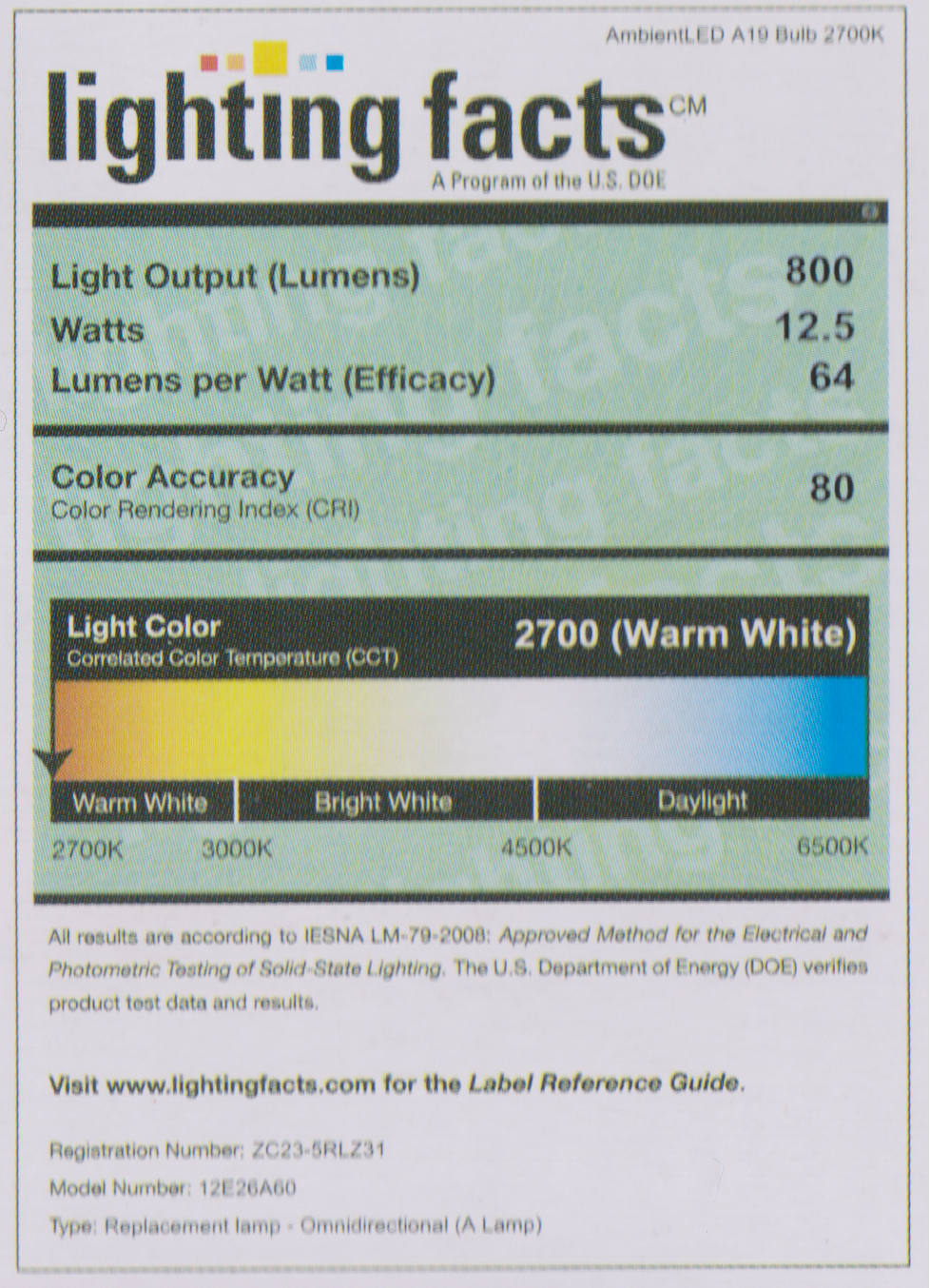
Chỉ số hoàn màu được hiển thị như là độ chính xác màu sắc

Chỉ số hoàn màu (CRI) là một thước đo định lượng về khả năng thể hiện màu sắc các vật thể của nguồn sáng so với nguồn sáng tiêu chuẩn hoặc nguồn sáng tự nhiên. Những nguồn sáng có CRI cao thường được sử dụng trong các hoạt động liên quan đến màu sắc, chẳng hạn như chăm sóc trẻ sơ sinh hay phục hồi  tác phẩm nghệ thuật.